# 뉴캐슬성

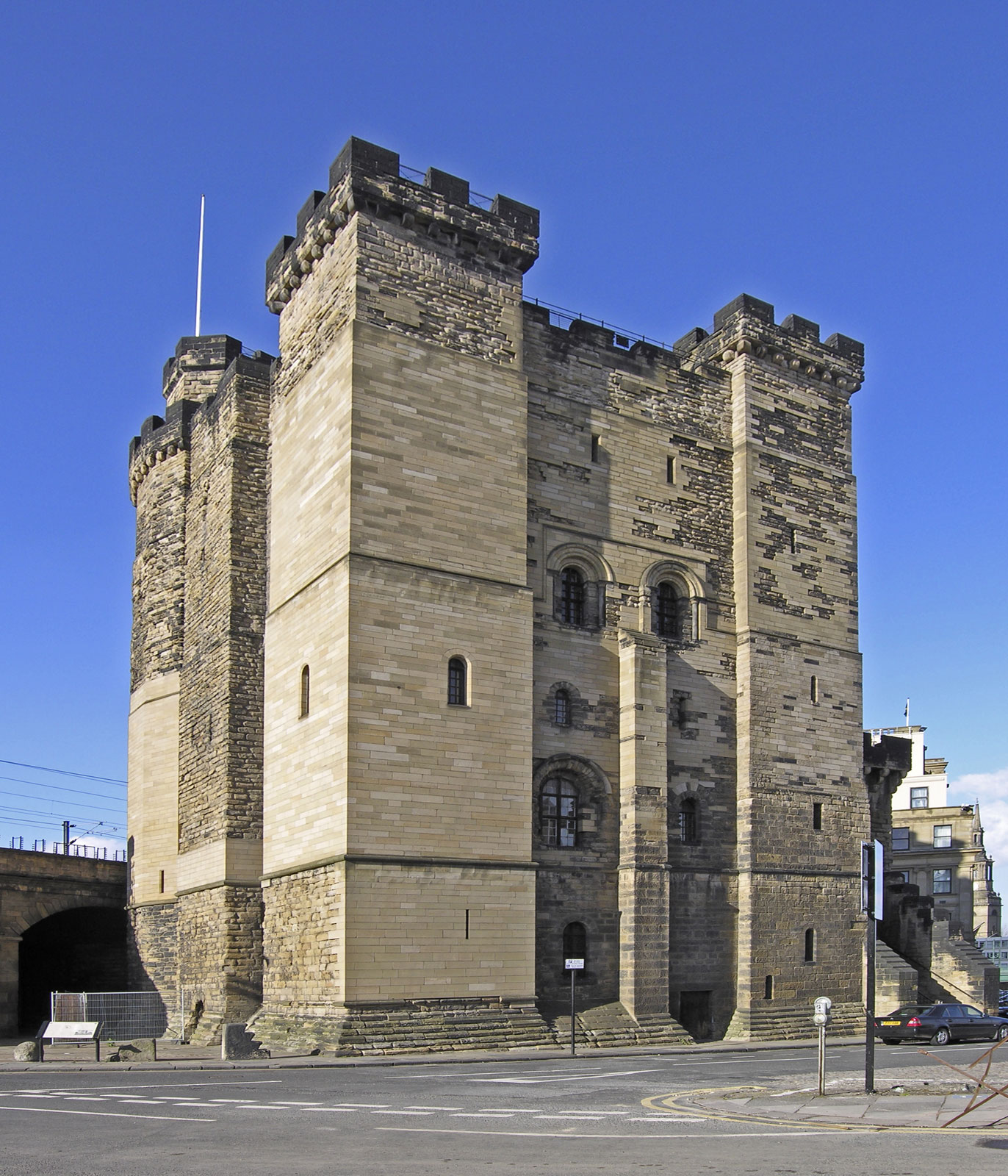

뉴캐슬성(The Castle, Newcastle 또는 Newcastle Castle)은 영국 뉴캐슬어폰타인에 있는 성이다. 뉴캐슬이라는 도시의 이름은 이 성에서 유래하였다. 현재 남아있는 가장 특징적인 구조물은 요새화된 석조 타워인 캐슬 킵(Castle Keep)과 게이트하우스인 블랙 게이트(Black Gate)이다.
로마 시대부터 방어의 목적으로 사용되었던 성의 역사는 당시 폰스 아엘리우스라 불리던 타인강을 방어하던 요새에 기원한다.